# Maximilien de Saxe (1870-1951)
Pour les articles homonymes, voir Maximilien de Saxe.
Le prince Maximilien de Saxe (en allemand, Maximilian Wilhelm August Albert Karl Gregor Odo Prinz von Sachsen), né le 17 novembre 1870 à Dresde, et mort le 12 janvier 1951 à Fribourg, troisième fils et septième des huit enfants du roi Georges Ier de Saxe et de Marie-Anne de Portugal, est un membre de la Maison de Wettin, un prêtre de l'Église catholique et un auteur de langue allemande.

## Biographie
Petit-fils du roi Jean Ier de Saxe et de la reine Marie de Bavière ainsi que de la reine Marie II de Portugal et du roi-consort Ferdinand Ier de Portugal, prince de Saxe-Cobourg-Gotha, il est un proche parent des souverains de son époque. En 1884, la prince perd sa mère. Née infante du Portugal, elle était considérée comme "la perle de la famille". 1886, sa soeur Marie-Josèphe de Saxe est mariée à l'archiduc Othon d'Autriche, neveu de l'empereur François-Joseph Ier d'Autriche - et frère de l'archiduc-héritier François-Ferdinand d'Autriche, assassiné à Sarajevo le 28 juin 1914. Leur fils  succédera au vieil empereur en 1916 sous le nom de Charles Ier d'Autriche avant de connaître la défaite, de devoir renoncer au pouvoir en 1918 et mourir prématurément en exil. 

### Professeur à l'Université de Fribourg
De 1900 à 1912, il enseigne la liturgie à l'Université de Fribourg, d'abord comme professeur extraordinaire, puis comme professeur ordinaire à partir de 1908.
En 1902, son père monte sur le trône Saxon. Il a 70 ans et s'éteint deux ans plus tard. Cependant un scandale frappe la cour de Saxe. L'épouse du prince-héritier fuit la cour avec son amant. Au grand dam de ses pairs, le couple divorce en 1903. Le roi meurt en 1904 et son fils aîné, frère aîné du prince Maximilien, monte sur le trône sous le nom de Frédéric-Auguste III de Saxe.

### Première guerre mondiale

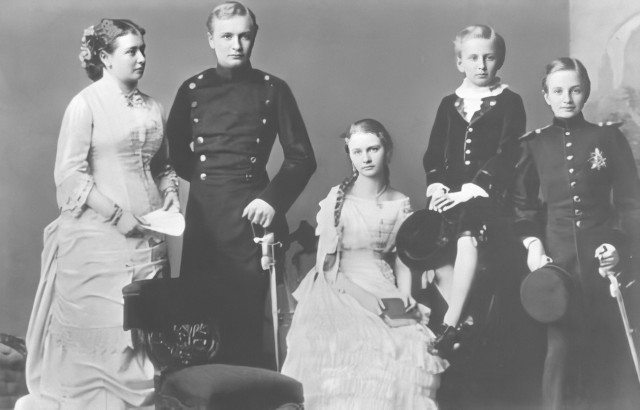
Le prince Maximilien parmi sa fratrie (second à partir de la droite) (vers 1880)

Maximilien de Saxe est aumônier de la 23e division allemande. Il a pris part à l'invasion de la Belgique et fut témoin des exactions commises par son armée. Il dira: 

« Si j'avais pu prévoir cette marche à travers la Belgique et toutes les choses qui l'accompagnèrent, j'aurais refusé de suivre l'armée comme aumônier militaire. »

Hermann Hoffmann, un autre aumônier allemand rapporte dans ses mémoires: 

« En septembre 1914, j'ai rencontré en Belgique, dont nous avions violé la neutralité, un autre aumônier volontaire, le Prince Max, frère du roi de Saxe. Il me raconta, des larmes dans les yeux: « s'il existe un dieu juste aux cieux, nous devons perdre cette guerre en raison des choses horribles que nous avons commises en Belgique. »

Certains historiens dinantais identifient Maximilien de Saxe à l'officier qui est intervenu après la fusillade du mur Tschoffen pour qu'elle ne débouche pas sur une exécution de masse plus terrible encore à la prison de Dinant. Rien à ce jour ne permet d'étayer cette hypothèse même si sa présence est établie et que l'on sait qu'il est personnellement intervenu, à quelques kilomètres de là, à Sorinnes, pour empêcher des exécutions de civils.
Comme leur neveu, empereur d'Autriche et l'empereur Allemand, le roi de Saxe abdique en novembre  1918. La Saxe devient une république. Le prince héritier Georges de Saxe (1893-1943) entre dans les Ordres.

### Enseignement universitaire
Après la guerre, le "prince Max" revient à l'Université de Fribourg où il occupe le poste de professeur de civilisation orientale de 1921 à 1951.

### Postérité
Il a dédié un vitrail représentant saint Georges en souvenir de son père Georges Ier de Saxe, en l'église de Confignon (canton de Genève), à l'unité des Églises d'Orient et d'Occident.
Ses archives sont conservées à la Bibliothèque cantonale et universitaire de Fribourg.

## Publications
- Verteidigung der Moraltheologie des Hl. Alphonsus von Liguori gegen die Angriffe Robert Grassmanns, 1899 und weitere Auflagen
- Praelectiones de liturgiis orientalibus, 2 Bände, 1903/04
- Übersetzungen orientalischer (syrischmaronitisch, chaldäisch, griechisch, armenisch und syrisch-antiochenisch) Messriten ins Lateinische, 1907/08;
- Übersetzung des griechischen Offiziums vom Karsamstag (Epitaphia) ins Französische, 1907
- Vorlesungen über die orientalische Kirchenfrage, 1907
- Die orientalische Kirchenfrage (1906)
- Die russische Kirche (1907)
- Das christliche Konstantinopel (1908)
- Pensées sur l’union des Eglises, in: Roma e l’Oriente, November 1910
- Des Heiligen Johannes Chrysostomus Homilien über das Evangelium des Hl. Matthäus, 2 Bände, 1910
- Des Heiligen Johannes Chrysostomus Homilien über das erste Buch Mosis, 2 Bände, 1913/14
- Erklärung der Psalmen und Cantica in ihrer liturgischen Verwendung, 1914
- Das christliche Hellas, 1918
- Ratschläge und Mahnungen zum Volks- und Menschheitswohle, 1921
- Nerses von Lampron, Erklärung der Sprichwörter Salomos, 3 Bände, 1919-26
- Nerses von Lampron, Erklärung des Versammlers, 1929
- Der heilige Theodor, Achimandrit von Studion, 1929
- Officium de Pace, 1938
- Curriculum vitae, 1942 (autobiographisches Manuskript)